# PocketZip
PocketZip（ポケットジップ）は、アイオメガ社から販売されていたディスク容量が40MBのリムーバブルディスク。当初はClik!の商標で販売していた製品を名称変更したもの。

## 概要・履歴
当時3.5インチFDD製造なども手がけていたシチズン時計にて開発され、1999年にアイオメガ社からClik!として発売された。磁気ディスクを独特な形状の金属製カートリッジに収納した構造で、メディアの直径は5cm程とこの種のメディアとしては非常に小型であった。ドライブはPCカード接続・USB接続のほか、16bitPCカードに直接ディスクを挿入するものがあり、PCMCIAスロットのあるノートPCへ直接挿入して使用することもできた。
当初こそ競合商品となる各種フラッシュメモリ製品と比べてメディア容量当たりの価格で優位性があったが、フラッシュメモリの大容量化と低価格化が急激に進行したため、商品としては早々に陳腐化してしまった。知名度の向上を期してアイオメガ社のヒット商品であるZipの名称を付した「PocketZip」に改称するも不振に終わり、現在は販売完了している。